# 弗朗西絲卡公主 (巴西)
弗朗西絲卡（葡萄牙語：Dona Francisca，1824年8月2日—1898年3月26日），是巴西帝国公主，布拉干萨王朝巴西皇室成员。她的父亲是巴西帝国首任皇帝佩德罗一世陛下，母亲是奥地利的玛丽亚·莱奥波尔迪娜。
1845年，弗朗西絲卡和法国国王路易-菲利普一世的儿子弗朗索瓦·奥尔良结婚。她育有四名孩子。